# Skúvoy
Skúvoy (dán.: Skuø) je Faerský ostrov. Má rozlohu 10 km² a 40 obyvatel.
Nachází se mezi ostrovy Sandoy na severu a Stóra Dímun na jihu. Na ostrově jsou čtyři vrcholy, z toho nejvyšší Knúkur měřící 392 metry. Druhou, třetí a čtvrtou nejvyšší horou je Heyggjurin Mikli, Klettarnir a Høvdin. Na západním pobřeží jsou 300 až 400 metrů vysoké skály. Je zde pouze jedna osada Skúvoy.

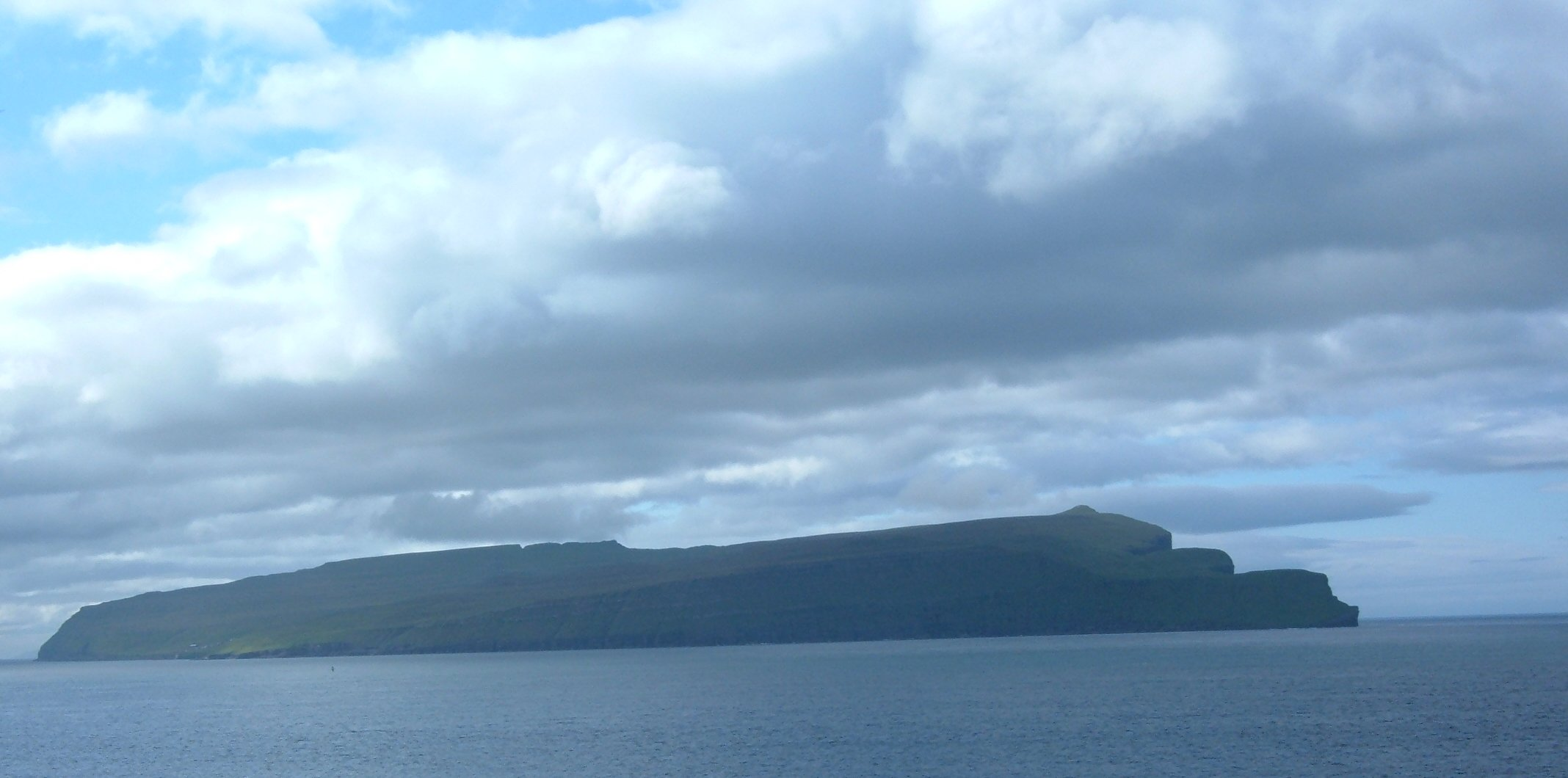
Skúvoy